# Gotham City
Gotham City egy kitalált amerikai város a DC Comics univerzumban, mely mint Batman lakhelye és tevékenységének színtere vált ismertté. Kinézetre leginkább New Yorkra emlékeztet.

## Lokáció
A képregényekben szereplő térképek alapján a várost New Jersey-be képzelték a Delaware folyó torkolatába, emiatt is hasonlít a Hudson torkolatában fekvő New Yorkhoz. A város elképzelt helyén a valóságban több kisebb település található, közülük Vineland a legnagyobb, a többi javarészt erdős, mocsaras terület (feltehetően New York és környéke is hasonló lehetett egykor).

## A város képe
Gotham City üzleti negyedekből, kikötőkből és lepukkant ipartelepekből áll. Sok a felhőkarcolója és egyéb magas épülete, jellemző rá a gótikus és a szürreális stílus, például a túlméretezett, groteszk szobrok és díszítések. A város melletti folyón több híd is található. A város atmoszférája baljós, ahol sosincs nyugalom. Az utcán haladó autók arra engednek következtetni, hogy a történet az 1960-as években játszódik, s a város is ekkor élte fénykorát. Ettől függetlenül gyakoriak 1940-es évekbeli ábrázolások, mivel ekkortájt jelentek meg nagy számban Batman történetei, de előfordult a 19. századból is ábrázolás, mikor még lovaskocsik jártak az utcáin. Ugyanakkor modernebb történetekben, filmekben, rajzfilmekben az 1990-es évekbeli és a jelenbeli változata is megjelenik. Visszatérő elem, hogy a várost rendszerint éjjel vagy szürkületben mutatják, mert Batman ekkor a legaktívabb, ekkor könnyebben tud rejtőzködni, rajtaütni és felszívódni is. Újabb filmekben már több a nappali ábrázolás is és kevesebb a fiktív, gótikus épület, mert valós nagyvárosokban forgattak.

## Épületek

### Arkham Elmegyógyintézet
Az Arkham Elmegyógyintézet egy speciális börtön, a legveszélyesebb bűnözőket tartják itt, akik többnyire őrültek. Az intézetnek kiemelkedő védelmi rendszere van. Többek között Joker és Rébusz is itt van bebörtönözve.

### Gothami Állatkert
Itt rejtőzik Batman Pingvin nevű ellenfele.

### Gothami Botanikus kert
Itt él Batman ellenfele Méregcsók.

### Gothami Egyetem
Világhírű egyetem, több államilag támogatott kísérletezés is folyik itt.

### Wayne villa
Nagy kastélyépület birtokkal, itt él Bruce Wayne, a Wayne Művek vezetője, és az inasa, Alfred, de természetesen itt van Batman rejtekhelye is, az úgynevezett „denevérbarlang”, mely az épület alatt rejtőzik. A villa garázsában több híres régi autó és motorkerékpár is van. A kastély Gotham szélén van, a határnál. A föld alatt pedig a denevérbarlang, itt vannak Batman járművei, a Batmobile, a Batboat, a Batwing és a Batbike is, továbbá Robin felszerelései is.